# بيموش (مقاطعة دالاهو)
بيموش (بالفارسية: بیموش) هي قرية تقع في كرمانشاه في إيران. يقدر عدد سكانها بـ 206 نسمة بحسب إحصاء 2016.